# Alexandre Grimal Navarro
Alexandre Grimal Navarro (Barcelona, 1943) es un pintor, arqueólogo e historiador español.

## Biografía
Cursó estudios en la Escuela Superior de Bellas Artes de Sant Jordi. Ha mantenido durante toda su trayectoria profesional un especial interés por los procesos técnicos y plásticos (pintura mural, grabado, etc.), lo que le ha permitido adentrarse en el estudio del arte rupestre prehistórico.
En 1986, se incorpora a diversas campañas de inventario y documentación de los yacimientos con arte rupestre de Cataluña, Albacete y Cuenca. Participará desde entonces activamente en más de dos docenas de proyectos de investigación referidos a esta temática en diversos territorios (Lérida, Tarragona, Albacete, Murcia, etc.) lo que le hace discrepar, ya desde los primeros estudios, de las teorías imperantes en la investigación del arte postpaleolítico que mantienen para él unas fuertes reminiscencias del pensamiento academicista de los siglos XVIII y XIX, al sostener los procesos evolutivos de las formas desde la figuración hacia la abstracción.

## Orientación investigadora
El primer trabajo que publica (1988) refleja interesantes resultados referidos a los procedimientos técnicos de ejecución del llamado arte esquemático, demostrando que en Mas d´en Carles y Cova de les Creus (Montblanch, Tarragona) varias imágenes abstractas se ejecutaron con la yema de los dedos. Éste sería el preámbulo de investigaciones y experimentaciones intensas que le llevarían a definir a este arte como una manifestación en la órbita del expresionismo gestual, separándolo conceptual y técnicamente del arte levantino.
El segundo estudio (1989) sobre la Cueva del Tendo (San Carlos de la Rápita, Tarragona) le permite desvincular, a través de los estudios técnicos, el Arte Levantino del Arte Paleolítico.
Las investigaciones posteriores (1991) le posibilitan una definición muy precisa de la técnica del Levantino confirmando y demostrando, por primera vez en este horizonte, que es un único instrumento el empleado en la ejecución de todos los motivos pictóricos: la pluma de ave, y logrando aquellos artistas lo que él ha dado en llamar el trazo de pluma levantino; una modalidad única y singular entre los artes prehistóricos peninsulares.
El análisis técnico de las únicas pinturas parietales cubiertas por estratos arqueológicos de la Cueva de la Cocina (Dos Aguas, Valencia), le permiten atribuirlas con certeza al arte levantino y, en consecuencia, ofrecer una datación indirecta relativa para este arte en momentos no cerámicos; es decir, epipaleolíticos, cuestionando seriamente la existencia del Arte Lineal-geométrico que, años después, desestimará definitivamente al estudiar Cantos de la Visera (Yecla, Murcia).
Sintetizando, algunas de las aportaciones más novedosas y fundamentales de este pintor e investigador, basadas en los estudios técnicos y en la principio esencial de que en el arte no existe un proceso progresivo de la figuración hacia la abstracción y viceversa, son: la desestimación de las figuras levantinas de gran tamaño, con más detalles figurativos, como las iniciales de este horizonte; el arte levantino es una manifestación singular, fundamentada en la figuración, con imágenes planas, que mantiene unos principios de simplicidad, economía de la forma, oblicuidad y profundidad; el arte esquemático es una manifestación fundamentada en la abstracción lírica y la abstracción geométrica, con posibles pero siempre lejanas referencias a la figuración, que se enmarca dentro del informalismo o el expresionismo abstracto, que abarca desde los aspectos gestuales hasta la action painting. Una tendencia de este horizonte sería el arte local alicantino llamado Macroesquemático.
Según este investigador, la carencia tan seria de conocimientos de arte que se advierte en los estudios de la pintura prehistórica, permiten llegar a auténticos dislates para obtener las cronologías deseadas como, por ejemplo, la comparación de elementos decorativos de la cerámica cardial de la Cova de l´Or con los motivos del Arte Levantino para hacer a aquellos sus paralelos muebles.
Alexandre Grimal conforma un equipo con la arqueóloga Anna Alonso habiendo participado en más de veinticinco campañas de investigación, en las que ha sido descubridor de más de una veintena de nuevas estaciones pintadas. Sus publicaciones superan el medio centenar.

## Publicaciones más reseñables
- A. Grimal, 1992: "Consideracions tècniques-pictòriques de la pintura rupestre postpaleolítica i la seva relació amb la cronologia", IX Col.loqui Internacional d´Arqueologia, Puigcerdà-Andorra (1991), pp. 52-54. (ISBN 99920-0-029-5).
- A. Grimal, 1995: "Avance al estudio de las pinturas rupestres de la Cueva de la Cocina y su relación técnica con el Arte Levantino", XXI Congreso Nacional de Arqueología, Zaragoza, pp. 317-326. (ISBN 84-7753-672-4).
- A. Grimal, 2002: “Cuestiones en torno a la investigación del arte rupestre postpaleolítico”, Bolskan, 16, Huesca, pp. 177-192.
- A. Grimal, 2003: “Estudio técnico de los grabados atribuidos al Arte Levantino: a propósito de las incisiones en el jinete de la Gasulla”, I Congrés Internacional de Gravats rupestres i murals, Homenatge a Lluís Diez-Coronel, Lérida, pp. 307-314.
- A. Grimal y A. Alonso, 1989: “Sobre la figura de tipo levantino en la Cueva del Tendo, Moleta de Cartagena (Montsià, Tarragona)”, Boletín de la Asociación Española de Arte Rupestre, 2, Barcelona, pp. 18-20.
- A. Grimal Navarro y A. Alonso Tejada, 2010: La Cueva de la Vieja. 100 Años de Arte Prehistórico en Albacete, Conmemoración del I Centenario del descubrimiento de la «Cueva de la Vieja», Ayuntamiento de Alpera, 182 pp. 328 fotos color. (ISBN 978-84-693-9862-3).
- A. Grimal Navarro y A. Alonso Tejada, 2010: Centenario de la «Cueva de la Vieja» (Alpera) y el primer descubrimiento en Ayora del arte prehistórico de la Comunidad Valenciana, Real Academia de Cultura Valenciana, Serie Arqueológica, 23, Valencia, pp. 17-45.
- A. Alonso y A. Grimal, 1990: Els pintors prehistòrics de Vandellòs, Ajuntament de Vandellòs-Hospitalet de l´Infant, Barcelona.
- A. Alonso y A. Grimal, 1990: Las pinturas rupestres de la «Cueva de la Vieja», Ayuntamiento de Alpera y Diputación Provincial de Albacete, Alpera (Albacete).(ISBN 84-86919-20-7).
- A. Alonso Tejada, A. Grimal, 1996: El arte rupestre prehistórico de la cuenca del río Taibilla (Albacete y Murcia): nuevos planteamientos para el estudio del Arte Levantino, Barcelona.(ISBN 84-922035-0-1).
- A. Alonso Tejada, A. Grimal, 1996: Investigaciones sobre arte rupestre prehistórico en las sierras albacetenses: el Cerro Barbatón (Letur), Instituto de Estudios Albacetenses «Don Juan Manuel», Albacete. (ISBN 84-87136-63-X).
- A. Alonso Tejada, A. Grimal, A. Beltrán, J. Aparicio, G. Morote, 1999: Cronología del Arte Rupestre Levantino, Real Academia de Cultura Valenciana, Valencia. (D.L. V-291-1998).
- A. Alonso Tejada, A. Grimal, 1999: Introducción al Arte Levantino a través de una estación singular: la «Cueva de la Vieja» (Alpera, Albacete), Alpera.(ISBN 84-605-9066-6).
- A. Grimal, A. Alonso, Bader, M. y K., 2003: L´Art rupestre prehistòric de Rasquera. Iconografia de les cabres en l´Art Llevantí, Rasquera (Tarragona).
- A. Alonso Tejada i A. Grimal Navarro, 2007: L´Art Rupestre del Cogul Primeres Imatges Humanes a Catalunya, Pagès Editors, Lleida.(ISBN 978-84-9779-593-7).
- A. Alonso Tejada, A. Grimal, 2009: Arte Rupestre. Patrimonio de la Humanidad, en Yecla: Memorias de su Identidad, F.J. Muñoz López (ed.), EDITUM, Universidad de Murcia, Murcia. (ISBN 978-84-8371-898-8).
- Alexandre Grimal Navarro y Anna Alonso Tejada (2010): «La Cueva de la Vieja. 100 Años de Arte Prehistórico en Albacete», «Conmemoración del I Centenario del descubrimiento de la Cueva de la Vieja», Ayuntamiento de Alpera, Impresor Tomás Ortiz, S.L. (Almansa), 182 páginas, 328 fotos a color. ISBN 978-84-693-9862-3.
- Alexandre Grimal Navarro y Anna Alonso Tejada (2016): Las pinturas de la Cueva de la Vieja (Alpera, Albacete). El calco de la Comisión de Investigaciones Paleontológicas y Prehistóricas (en edición facsímil). Doce Calles Ediciones y Museo Nacional de Ciencias Naturales-CSIC.(ISBN 978-84-9744-197-1)
- Anna Alonso Tejada; Alexandre Grimal Navarro; Rosa Díaz Tarragó (2020): "L´art rupestre prehistòric de Les Garrigues. 20 anys de Patrimoni Mundial. Alguns comentaris" , XII Trobada d´Estudiosos de Les Garrigues, Mosaic, Els Torms,pp.17-25.
- Alexandre Grimal Navarro (2020) : "Aproximación a La Sarga desde la perspectiva artística", Arte Rupestre del Arco Mediterráneo de la Península Ibérica. 20 años en la lista del Patrimonio Mundial de la UNESCO, Alcoi, pp. 99-106.

(Fuente: Associació Catalana d´Art Prehistòric, ACAP)